# 러시아의 상징
현대 러시아(러시아 연방)은 많은 상징을 가지고 있다. 몇 가지의 상징들은 고대로부터 전해졌고, 몇 가지는 차르 시절부터 전해졌으며, 몇 가지는 소련 시절부터 내려왔다.

## 상징
- 러시아의 국장
- 소련
- 쌍두독수리
- 러시아의 국기
  - 소련의 국기
- 승전기
- 낫과 망치
- '모국', 마더 러시아(Mother Russia, 러시아의 국가 의인화)
- 붉은 별
- 러시아 불곰
- 러시아의 국가, 소련의 국가
- 러시아의 문화적 상징